# رضا أباد غيجان سامدي
رضا أباد غيجان سامدي (بالفارسية: رضاآباد گیجان سامدی) هي قرية تقع في قسم رادكان الريفي (مقاطعة تشناران) في إيران. يقدر عدد سكانها بـ 15 نسمة .